# Rakudai Kishi no Cavalry
Rakudai Kishi no Cavalry (落第騎士の英雄譚 Rakudai Kishi no Eiyūtan?, lit. La Heroíca Historia del Caballero Fallido) es una serie de novelas ligeras escritas por Riku Misora e ilustradas por Won. El primer volumen fue publicado el 16 de julio de 2013. Una adaptación a manga ilustrada por Megumu Soramichi se serializó entre el 3 de abril de 2014 y diciembre de 2017.
Una adaptación a anime producida por Silver Link y Nexus fue emitida del 3 de octubre al 19 de diciembre de 2015.

## Argumento
En un mundo donde humanos con superpoderes conocidos como Blazers pueden materializar un Dispositivo, armas hechas a través del alma de las personas. Ikki Kurogane, apodado como Worst One encuentra a una chica semidesnuda, Stella Vermilion, mientras se cambia en su cuarto. Este encuentro cambia la vida de Ikki mientras se esfuerza por ganar el Festival de Arte con la Espada de Siete Estrellas, un evento anual celebrado por las siete academias de magos en Japón para determinar al aprendiz más fuerte.

## Personajes

### Academia Hagun

#### Principales
Ikki Kurogane (黒鉄 一輝 Kurogane Ikki?)
Seiyū: Ryota Osaka, Yukiyo Fujii (niño)
El protagonista principal, un Blazer rango F, conocido como el Worst One (落第騎士 Wāsuto Wan?, lit. "El Peor") Es el compañero de habitación de Stella, y después su novio/prometido. Miembro de la distinguida familia Kurogane, desde la infancia, fue sujeto de malos tratos por su propia familia. Esto cambió cuando se encontró con su bisabuelo, Ryoma Kurogane, un Blazer legendario y héroe que animó a Ikki nunca darse por vencido y ser fuerte. Después de derrotar a su rival en el año anterior, Shizuya Kirihara, Ikki consigue un nuevo apodo, Another One (無冠の剣王 Anazā Wan?, lit. "El Mejor"). Su Dispositivo es Intetsu (陰鉄?) y su Arte Noble es Ittō Shura (一刀修羅?), pero luego logra crear una versión mejorada de su Arte Noble llamada Ittō Rasetsu (一刀羅刹?). Ikki es un maestro espadachín, más cuando niño nadie quería enseñarle ninguna técnica de espada, así que el desarrollo una técnica para dominar la espada, Blade Steal (模倣剣技, Bureido Sutiiru?, lit. "Robo de Espada"), permitiéndole copiar las técnicas de espada de su oponente tras solo unos minutos de verlo, e incluso dominando este estilo mejor que la persona que lo copio, ya que incluso logró copiar la técnica definitiva del estilo Ayatsuji itto-ryu, Ten'i Muhou (天衣無縫?), a través de la técnica imperfecta de Ayase. Para acompañar sus habilidades de espadachín, Ikki ha creado siete espadas secretas (秘剣 hiken?) para el combate, cada una dándole habilidades diferentes. Acompañando sus habilidades físicas, Ikki es muy inteligente, teniendo la habilidad de poder analizar situaciones muy complicadas con facilidad, durante su combate contra Kirihara, Ikki logró perfeccionar más esta habilidad, pudiendo ver la cadena de pensamientos y sentimientos de su oponente, algo a lo que el llama Perfect Vision (完全掌握, Pāfekuto Vuijon?, lit. "Visión Perfecta").
Stella Vermillion (ステラ・ヴァーミリオン Sutera Vāmirion?)
Seiyū: Shizuka Ishigami
El personaje femenino principal de la serie. Una Blazer Rango A. Es compañera de cuarto de Ikki y más tarde, su Novia/Prometida. La segunda princesa de la Vermillion Unido, Stella no podía controlar sus propios poderes como una niña y fue gravemente quemada cada vez que trataba de utilizarlos. A través de su esfuerzo,  finalmente dominó su propio poder y es ampliamente considerada como una genio por los que la rodean. Stella, que no quería convertirse en una persona engreída, decidió transferir a Japón. Su Dispositivo es Laevateinn (妃竜の罪剣?) y su Arte Noble es Aliento de Dragón (妃竜の息吹 Hiryuu no Sokusui?). Gracias a su Arte Noble, Stella puede generar fuego hasta una temperatura de 3000 grados centígrados, entre sus técnicas están, Empress Dress (妃竜の羽衣 Empuresu Doresu?), Dragon Fang (妃竜の大顎 Doragon Fangu?), y su técnica definitiva, Katharterio Salamandra (天壌焼き焦がす竜王の焔 Karusaritio Saramandora?).
Shizuku Kurogane (黒鉄 珠雫 Kurogane Shizuku?)
Seiyū: Nao Tōyama
La hermana menor de Ikki que está muy obsesionada con él. Apodada Lorelei (深海の魔女ローレライ Rōrerai?), Un Blazer rango B que sobresale en el control de la magia. Shizuku odia a su familia por su tratamiento hacia Ikki y generalmente le disgusta mantener el nombre de la familia Kurogane. Al principio ella no aprobaba la relación de Ikki con Stella, pero finalmente la aceptó y decidió tomar sobre sí misma para enseñar Stella acerca de ser una novia de la familia Kurogane, aunque todavía compone sus propias normas que restringen. Su Dispositivo es Yoishigure y sus Artes Nobles son Shoha Suiren (障 波 水蓮?), Suirōdan (水牢 弾?), Byakuya Kekkai (白夜結界?), Hisuijin (緋水刃?), y Aoiro Rinne. Gracias a sus Artes Nobles Shizuku puede manipular el agua, así puede crear barreras y atacar, además de poder remover sus iones y microbios para hacerla ultrapura y que no conduzca a la electricidad, incluso pudiendo usar agua con propiedades curativas; además de poder manipular el hielo, pudiendo congelar grandes áreas o incluso su propia agua. En el Anime, tiene un gato llamado Onii-tama.
Nagi Arisuin (有栖院 凪 Arisuin Nagi?)
Seiyū: Shintarō Asanuma
Es un Blazer rango D que es un estudiante de primer año de la academia Hagun siendo compañero de cuarto de Shizuku y además era un miembro de Akatsuki siendo conocido como Espina Negra. Nagi usualmente se viste de chica, creyendo que es una mujer atrapada en el cuerpo de un hombre, por lo que le pide a sus amigos que le llamen Alice. De una ciudad pequeña de Eurasia, Nagi vivía con muchos niños huérfanos en una iglesia, un día todos fueron secuestrados por una mafia los cuales asesinaron a su mejor amigo, en un ataque de ira, Nagi mató a todos de manera brutal, teniendo que abandonar la iglesia. Después de un tiempo conoció a Sir Wallenstein quien le ofreció unirse a la Rebelión, lo cual acepta a cambio de una gran suma de dinero, tras unirse a la Rebelión, recibió el apodo de Asesino Negro. Su Dispositivo es Kuroki inja (黒き 隠者?) y su Arte Noble es Shadow Bind (影縫い Shadou Baindo?). Su Arte Noble tiene el efecto de paralizar cuya sombra Nagi le incruste su Dispositivo, pero a diferencia de otros Blazers, Nagi puede invocar varios Kuroki Inja para aumentar el rango de su Arte Noble. Debido a su fuerte vínculo con Shizuku, Nagi abandona tanto como a Akatsuki como a la Rebelión.

#### Consejo Estudiantil
Tōka Tōdō (東堂 刀華 Toudou Touka?)
Seiyū: Hisako Kanemoto
La presidenta del Consejo Estudiantil de la academia Hagun conocida como Raikiri (lit. "Cortadora de Relámpago"). Una Blazer rango B de tercer año quien se dice que es la más fuerte en la escuela y se especializa en Battōjutsu. A pesar de ser una estudiante y Aprendiz de Caballero, Tōka tiene experiencia en combate real, diciéndose que ella ha ayudado a destruir bases pertenecientes a la Rebelión. Tōka peleó y derrotó a Shizuku en la batalla de selección, pero luego terminó perdiendo contra Ikki. Su Dispositivo es Narukami (鳴神?) y sus Artes Nobles son Raikiri (雷切?) y Shippu Jinrai (疾風迅雷?). Tōka posee la habilidad de manipular el rayo, teniendo un campo electromagnético intenso rodeándola, por lo que si toca un artefacto electrónico este entrara en corto circuito. Ella puede usar su control eléctrico como un estímulo para aumentar su velocidad con su técnica Takemikazuchi o poder usarlo para seguir los pulsos eléctricos del cerebro de su oponente con su técnica Reverse Sight (閃理眼 Ribāsu Saito?), pero para activarla necesita cortar su visión quitándose sus lentes, sin los cuales casi no puede ver. Mas lo que hizo que Tōka ganara el título de la más fuerte de la academia y su apodo por el que es conocida, es su Arte Noble Raikiri, el cual le permite concentrar energía eléctrica en su Narukami y moverse a la velocidad del rayo impactando a su oponente con un golpe tan poderoso que podría derrotar a cualquiera, este Arte Noble es tan poderoso que Blazers del calibre de Ikki y Yudai Moroboshi le tenían miedo, el único Blazer conocido que ha resistido el impacto del Raikiri es Ouma Kurogane.
Utakata Misogi (禊祓 泡沫 Misogi Utakata?)
Seiyū: Megumi Han
El vicepresidente del Consejo Estudiantil de la academia Hagun y un Blazer Rango D de tercer año conocido como Cincuenta-cincuenta (観測不能 Kansoku Funou?). Es el amigo de la infancia de Tōka y Kanata. Es anormalmente pequeño para su edad y posee una apariencia infantil. Su Dispositivo es desconocido y su Arte Noble es Black Box (絶対的不確定 Zettai-teki Fukakutei?, lit. "Incertidumbre Absoluta"). Él ganó su apodo Cincuenta-cincuenta debido al efecto de su Arte Noble Black Box, el cual le permite hacer que cualquier cosa se haga realidad con tal de que exista la más mínima posibilidad de que pueda pasar, él no puede hacer realidad una cosa con cero por ciento de posibilidades de que pase debido a que no puede crear algo de la nada.
Kanata Totokubara (貴徳原 カナタ Totokubara Kanata?)
Seiyū: Yōko Hikasa
Una Aprendiz de Caballero clasificada número dos de la academia Hagun después de Tōka. Como Tōka, Kanata tiene una significante experiencia de combate. Ella es la tesorera del Consejo Estudiantil y una Blazer Rango B de tercer año conocida como Scharlach Frau (término Alemán que significa Mujer Escarlata). Posee un Dispositivo de nombre desconocido y su Arte Noble es Diamond Dust (星屑の剣 Daiyamondo Dasuto?). Su Arte Noble consiste en partir su espada en varios fragmentos de diamantes que deja tirados por allí, estos son extremadamente dañinos si son inhalados por su oponente, y con su técnica Diamond Storm (星屑の斬風 Daiyamondo Sutōmu?) ella puede mover estos fragmentos y causar millones de cortes a sus oponentes. Se rumorea que la razón de porque siempre carga un paraguas es para no mancharse de la gran cantidad de sangre que sus oponentes derraman.
Ikazuchi Saijō (砕城 雷 Saijō Ikazuchi?)
Seiyū: Ryota Takeuchi
Es el secretario del Consejo Estudiantil, él es un Blazer Rango C de segundo año apodado "Destroyer". Su Dispositivo es Zanbatou (斬馬刀?) y su Arte Noble es Crecendo Axe (クレッシェンドアクス Kuresshendo Akusu?). Su habilidad consiste en que mientras más gire a su Zanbatou, este ira acumulando fuerza de impacto, a la vez que su Arte Noble le permite hacerlo cada vez más pesado, así que cuando libere el golpe tenga una fuerza destructiva masiva, además de que para hacer esto Ikazuchi requiere una enorme fuerza física.
Renren Tomaru (兎丸 恋々 Tomaru Renren?)
Seiyū: Mao Ichimichi
Una Aprendiz de Caballero clasificada número tres de la academia Hagun. Una Blazer Rango C apodada como la Corredora de la Preparatoria. Su Dispositivo es Mach Grid (マッハグリード Mahha Gurīdo?) y su Arte Noble es Black Bird (ブラックバード Burakku Bādo?). Su habilidad le permite acumular velocidad e incluso puedo romper la barrera del sonido a su máxima velocidad y así lanzar un ataque mortal a su oponente, más si Renren se detiene tiene que empezar a acumular la velocidad desde el principio.

#### Otros estudiantes
Ayase Ayatsuji (綾辻 絢瀬 Ayatsuji Ayase?)
Seiyū: Yū Kobayashi
Es una Blazer Rango D que es estudiante de tercer año de la academia Hagun y la hija del famoso espadachín Kaito Ayatsuji. Ayase se acercó a Ikki para pedirle su guía y así mejorar sus habilidades de espadachín. Dos años antes de la historia principal, su padre enfrentó a Kuraudo, un Blazer de la academia Tonrou, con su dojo en riesgo terminó en un estado de coma, con el dojo siendo tomado por Kuraudo. Después de este evento, Ayase desafió constantemente a Kuraudo pero fue en vano. Ella espera entrar al Festival de Arte con la Espada de Siete Estrellas y tener una oportunidad de recuperar su dojo. Su Dispositivo es Hizume (緋爪?) y su Arte Noble es Kaze no Tsumeato (風の爪痕?). Ayase aprendió de su padre el Ayatsuji itto-ryu, por lo cual posee un gran dominio de la espada copiando todas las técnicas de su padre excepto el Ten'i Muhou (天衣無縫?), pero luego de que Ikki le dijera que copiando las técnicas de Kaito nunca iba a mejorar, ella decide corregirlas con la ayuda de Ikki. Con su Arte Noble, Ayase puede usar a Hizume para cortar a través del viento, dejando un espacio de vacío, ella luego con la señal de su dedo, puede hacer que estos vacíos se vuelvan un corte mortal hacia su oponente, más lo que hace a Ayase una oponente a temer es su habilidad que le permite manipular las heridas, pudiendo hacer estas más grandes y mortíferas para su oponente, a la vez que cuando lo hace este comenzara a expulsar más sangre de la herida, pudiendo llegar a matar a su oponente.
Kagami Kusakabe (日下部 加々美 Kusakabe Kagami?)
Seiyū: Yūka Aisaka
Estudiante de primer año de la academia Hagun, Kagami es una aspirante a periodista y fundadora del Club de Periodismo. A pesar de que dice no ser una escritora de chismes, ella escucha muchas de las cosas que pasan alrededor de la escuela, y ocasionalmente sugiere escandalosos temas para sus artículos. Es apodada "Kagamin" por Alice. Posee un Dispositivo desconocido y se desconoce su Arte Noble. Kagami es una maestra del sigilo, pudiendo espiar a gente como Stella y Ayase o incluso a maestros sensores como Ikki sin que estos se den cuenta.
Shizuya Kirihara (桐原 静矢 Kirihara Shizuya?)
Seiyū: Yoshitsugu Matsuoka
Un Blazer rango C y estudiante de segundo año de la academia Hagun apodado "Hunter", quien era el rival de Ikki. Kirihara era un compañero de clases de Ikki cuando ambos estaban en primer año, Kirihara quien era considerado el mejor de su año usualmente abusaba de Ikki quien era considerado el peor estudiante, en una ocasión Kirihara reto a Ikki a un combate para que este último fuera expulsado, pero ya que Ikki se rehúso a pelear, Kirihara lo atacó brutalmente lo cual le valió un castigo más no la expulsión tanto a él como a Ikki. Kirihara fue uno de los representantes de la academia Hagun en el Festival de Arte con la Espada de Siete Estrellas en el cual perdió en la segunda ronda. Su Dispositivo es Oborotsuki (朧月?) y sus Artes Nobles son Area Invisibility (狩人の森 Eria Inbijiburu?) y Million Rain (驟雨烈光閃 Mirion Rein?). Kirihara es muy habilidoso con el arco y flecha, pudiendo acertar a un objetivo muy pequeño a una gran distancia, de hecho, es tan habilidoso que puede distinguir entre un punto fatal y uno no fatal con solo ver el cuerpo de su oponente. Él usa su habilidad en arquería con su Arte Noble Million Rain, que le permite disparar cien flechas de un solo tiro cargado de magia. Kirihara ganó su apodo por su Arte Noble Area Invisibility, la cual le permite hacerse invisible, originalmente su ubicación podía quedar al descubierto al lanzar sus flechas, pero tras un año de entrenamiento logró poder camuflar sus flechas también, el punto débil de esta Arte Noble es que Kirihara fácilmente puede ser descubierto por oponentes que usen ataques de larga distancia, por lo que usualmente se rinde antes de empezar si tiene que enfrentarse a uno de estos. En el anime, el Area Invisibility también manifiesta un bosque frondoso.

#### Empleados
Kurono Shinguuji (新宮寺 黒乃 Shingūji Kurono?)
Seiyū: Mariko Higashiuchi
La nueva directora de la academia Hagun. La anterior Mago Caballero clasificada número tres en el mundo, ella es apodada World Clock. Después de llegar a la academia Hagun, Kurono inmediatamente despidió a toda la gente involucrada para mantener a Ikki y crear la batalla de selección para darle a cada estudiante la posibilidad de entrar al Festival de Arte con la Espada de Siete Estrellas. Posee un Dispositivo de nombre desconocido y se desconoce su Arte Noble. Kuruno tiene la habilidad de manipular el tiempo, con su habilidad Clock Draw puede detenerlo por un instante, aunque ese tiempo es suficiente para ella para lanzar un oleada de balas. Kuruno ganó el Festival de Arte con la Espada de Siete Estrellas tras derrotar a su rival Nene Saikyō en el pasado, siendo conocida tras ese combate por su técnica más poderosa, World Crisis (時空崩壊 Wārudo Kuraishisu?), con el que tuerce el espacio que impacte llevándolo a un estado no existencial, destruyendo los objetos expuestos a este y a su máximo poder es lo suficientemente poderoso para destruir el Hadou Tensei de Nene, pero debido a que el espacio destruido por World Crisis no puede ser restaurado, tiene prohibido el uso de esta técnica debido a que simboliza una crisis mundial.
Nene Saikyō (西京 寧音 Saikyō Nene?)
Seiyū: Yuka Iguchi
La actual Mago Caballero clasificada número cuatro en el mundo, quien sirve como maestra de medio tiempo de la academia Hagun. Ella es conocida como Yakshahime (Princesa Demonio) y posee habilidades que rivalizan las de Kurono. Nene fue entrenada por el dios de la guerra, Torajirou Nangou, al cual a pesar de negarlo, parece aún tenerle un gran respeto. En el pasado, ella participó en el Festival de Arte con la Espada de Siete Estrellas representando a la academia Bukyoku, allí enfrentó a su rival Kuruno, pero terminó quedando descalificada. Luego de graduarse, Nene se volvió una atleta consumada, habiendo participado en torneos deportivos como "King of Knights" (KOK), un concurso mano a mano entre Blazers, e incluso las Olimpiadas.  Posee un Dispositivo de nombre desconocido y su Arte Noble es Jibakujin (地縛陣?). Nene puede manipular la gravedad, aumentando 10 veces la gravedad de todo aquello que este alrededor de ella en un rango de 20 metros con su Arte Noble o pudiendo crear una enorme espada hecha de pura energía gravitacional con su técnica Yatagarasu. La habilidad más poderosa de Nene es Hadou Tensei (覇道天星?), la cual le permite enviar espacio a otra dimensión y al siguiente segundo usarlo para impactar a su oponente a velocidad cósmica, pero debido a que el poder de Hadou Tensei puede convertir a todo Japón en un gran agujero, tiene prohibido el uso de esta técnica.
Yuri Oriki (折木 有里 Oriki Yuri?)
Seiyū: Izumi Kitta
Es una Blazer Rango C conocida como Jolly Roger (死の宣告 Shi no Senkoku?, lit. "Sentencia de Muerte"). Yuri es la maestra del aula de Stella e Ikki quien insiste que sus estudiantes le llamen "Yuri-chan". Ella sufre de una enfermedad desconocida que la hace vomitar un litro de sangre al día. Oriki es parte de la razón de porque Ikki pudo entrar a la academia Hagun. Posee un Dispositivo desconocido y su Arte Noble es Violet Pain (血染めの海原 Chizome no Umihara?, lit. "Océano lleno de Sangre"). Yuri tiene la habilidad de transmitir su dolor con todos sus enemigos dentro de un rango, este rango a su máximo puede extenderse por kilómetros y afectar a cientos de personas a la vez.
Bakuga Tsukikage (爆賀月影 Tsukikage Bakuga?)
Es el primer ministro de Japón y exdirector de la academia Hagun , él fue mentor de kurono cuando ella era aprendiz de caballero tenían una buena relación, y brindo apoyo a la academia Akatsuki después de que atacó la fachada de Hagun un día después. Su dispositivo es Getten Houju que es una bola de cristal que muestra el futuro esto lo hizo un día después del festival mostrando a Ikki y Stella una ciudad ardiendo y gente asesinada a sangre fría con lo cual quiere evitar ese futuro.

### Familia Kurogane
Ryōma Kurogane (黒鉄 龍馬 Kurogane Ryouma?)
Seiyū: Kinryū Arimoto
El bisabuelo de Ikki, Shizuku y Ōma y un Blazer legendario. Veterano de guerra, cuyo nombre es conocido en todo el mundo, él llevó a Japón a la victoria en la Segunda Guerra Mundial. Ryōma tiene un rival llamado Toraijirou Nangou. Cuando Ikki era un niño y trato de escapar de casa, Ryōma apareció frente a él, diciéndole al chico que nunca tuvo la oportunidad de creer en sí mismo que nunca se rinda. Un par de meses después de este encuentro con su bisnieto, Ryōma falleció por su avanzada edad. Él era apodado Samurai Ryōma.
Itsuki Kurogane (黒鉄 巌 Kurogane Itsuki?)
Seiyū: Shō Hayami
La actual cabeza de la Familia Kurogane, padre de Ōma, Ikki, y Shizuku y a la vez jefe de la Rama Japonesa de la Federación Internacional de Magos Caballeros. Él traicionó a Ikki como un niño, ordenándole a su hijo no mostrarse a sí mismo al mundo. Cuando Ikki dejó la casa, Itsuki uso sus contactos para hacer que Ikki fallara en la academia y repitiera el año. Cuando Itsuki le explicó a Ikki la razón de porque su relación es como es, le dijo que no era que lo odiara o estuviera decepcionado de él, simplemente que creía que Ikki nunca lograría hacer nada en la vida y que era un estorbo para la gente útil, diciéndole que había solo una cosa que la gente inútil como él podía hacer, nada. Él es apodado Sangre de Hierro.
Mamoru Akaza (赤座 守 Akaza Mamoru?)
Seiyū: Tōru Ōkawa
El director del Comité de Ética de la Rama Japonesa de la Federación Internacional de Magos Caballeros. Él fue el que ideó el plan para sacar a Ikki de la clasificatoria de Hagun, usar su relación con una princesa de un imperio extranjero (Stella) como un acto antiético que debía ser castigado con la cárcel. Al internar a Ikki en prisión, lo torturaba mental y físicamente dándole poca comida y esta poca comida estando envenenada por órdenes de Itsuki. Posteriormente hizo un trato con Ikki, si lograba derrotar a la mejor estudiante de la Academia Hagun, Tōka Tōdō, lo dejaría libre de prisión, solo aceptando este trato conociendo las temidas habilidades de Tōka y la miserable condición de Ikki. Tras el combate entre Ikki y Tōka, se descubrieron las torturas que Mamoru le había hecho a Ikki, con estas siendo un acto antiético, fue despedido del Comité de Ética. Él es apodado Tanuki Rojo. En el anime, debido a la eliminación de la aparición de Akatsuki, él y uno de sus sirvientes fueron los responsables del incidente en Okutama.

### Akatsuki
Ōma Kurogane (黒鉄 王馬 Kurogane Ouma?)
El mayor de los hermanos Kurogane, es un Blazer Rango A que es estudiante de tercer año de la academia Bukyoku conocido como el Emperador de la Espada de Viento. Ōma dejó la casa Kurogane 5 años antes del comienzo de la historia y fue considerado perdido. El luego reaparece como un miembro de Akatsuki y desafía a Stella a un duelo, el cual gana. Su Dispositivo es Ryuuzume (龍爪?) y sus Artes Nobles son Shinkuuha (真空波?) y Kusanagi (月輪割り断つ天龍の大爪?). Ōma tiene la habilidad de manipular el viento, lo cual le permite manipular la percepción de sus oponentes para parecer invisible y reducir la resistencia del viento en su Ryuuzume para hacerlo ultraligero y así atacar con gran velocidad. Ōma tiene increíbles habilidades físicas, pudiendo caminar sin problemas incluso con la gravedad aumentada 10 veces y de acuerdo a Reisen podría hacerle frente a los Blazer más poderosos del mundo sin problema, una pequeña demostración de esto fue cuando uso un poco de presión de viento para mandar a volar a Stella y también poder aguantar varios golpes del Raikiri de Tōka, incluso considerando que el Raikiri es una de las técnicas físicas más poderosas. Las habilidades de Ōma llegan a tal grado, que con su Arte Noble más poderosa, Kusanagi, puede crear muros de viento de 50 metros de altura, anular el Katharterio Salamandra de Stella y destruir todas las instalaciones de la academia Hagun, de un solo uso. En el anime, debido a la eliminación de su aparición, su lugar fue tomado por Mamoru Akaza.
Amane Shinomiya (紫乃宮天音 Shinomiya Amane?)
Es un estudiante de primer año de la academia Kyomon conocido como Mala Suerte y además es un miembro de Akatsuki. Él es el único Blazer conocido en la serie que posee una habilidad clase S. Posee un Dispositivo de nombre desconocido y su Arte Noble es Nameless Glory (過剰なる女神の寵愛 Nēmuresu Gurōrī?). Gracias a su Arte Noble, Amane tiene la habilidad de manipular el destino, haciendo todo lo que desee realidad, sin embargo, ni siquiera el mismo Amane puede controlar los eventos que llevaran a que su deseo se haga realidad. Amane desarrolló una habilidad para controlar ligeramente los efectos de Nameless Glory, esta habilidad se manifiesta en forma de varias manos oscuras que podrán hacer que el deseo de Amane se haga realidad únicamente sobre las cosas que toquen, como cuando se enfrentó a Ikki el deseo de Amane era muerte y aniquilación, cualquier cosa que las manos tocaran se volvería cenizas. A pesar de que posee un Dispositivo en forma de espadas gemelas, Amane no posee habilidades de espadachín, confiando únicamente en su deseo a Nameless Glory de poder enfrentar a su oponente mano a mano con una espada.
Yui Tatara (多タ良幽衣 Tatara Yui?)
Es una Blazer Rango B que es una estudiante de la academia Tonrou y además una miembro de Akatsuki. Posee un Dispositivo de nombre desconocido y se desconoce su Arte Noble, ella posee una habilidad desconocida muy poderosa que le permitió derrotar a Ayase y Yuri fácilmente.
Reisen Hiraga (平賀玲泉 Hiraga Reisen?)
Es un Blazer Rango B que es un estudiante de la academia Bunkyoku conocido como Pierrot y además es un miembro de Akatsuki. Reisen es la mente maestra detrás del "gigante" que apareció en la montaña de Okutama, usando sus habilidades de marionetista para probar las habilidades de Tōka Todo, quien es una de los 4 mejores aprendices de caballero de la nación. Su Dispositivo es Black Widow y se desconoce su Arte Noble. Reisen tiene la habilidad para crear marionetas, usando materiales naturales como roca y madera, y poder manipular a las marionetas para que peleen por él, esas marionetas están conectadas todas a una marioneta central, la cual comparte sus sentidos con Reisen, por lo que si esa marioneta central es destruida, todas las demás lo serán. Durante el Festival de Arte con la Espada de Siete Estrellas, reveló su verdadera identidad, la cual es la de una marioneta manipulada por un miembro de la Rebelión. En el anime, debido a la eliminación de su aparición, su lugar fue tomado por un sirviente de Akaza.
Sara Bloodlily (サラ・ブラッドリリー Sara Buraddorirī?)
Es una Blazer de Rango C que es una estudiante de la academia Rokuson conocida como la Da Vinci Sangrienta y además es una miembro de Akatsuki. Es una fanática del arte, usando el apodo Mario Rosso para hacer varias pinturas, ella es muy famosa por estas pinturas, con su obra maestra habiéndose vendido en 1400 millones de dólares, debido a la naturaleza de su magia prefiere no cargar nada de ropa más que para cubrirse la parte superior, ella considera a Ikki "el chico perfecto" debido a su cuerpo por el cual siente una gran atracción, llegando al punto de pedirle a Ikki que sea su modelo de desnudos. Su Dispositivo es Pincel de Demiurge (デミウルゴスの筆 Demiurugosu no Fude?) el cual toma la forma de un set de pintura, y sus Artes Nobles son Trick Art, que le permite crear copias exactas de cualquier persona, imitando perfectamente su comportamiento, aura, espíritu, voz y cara, y Color of Magic (色彩魔術 Karā Obu Majikku?), la cual posee diferentes efectos dependiendo del color de pintura que Sara utilice.
Rinna Kazamatsuri (風祭凜奈 Kazamatsuri Rinna?)
Es una Blazer Rango C que es una estudiante de la academia Reitei conocida como Maestra de Bestias y además es una miembro de Akatsuki. Es extremadamente narcisista, llamándole a Renren humana ya que afirma estar por encima de ese nivel. Su Dispositivo es Collar de Subordinación, que toma de un collar de animal y le permite manipular a las personas que lo lleven puesto, y su Arte Noble es Animal Taming, la cual le permite manipular a los animales, ella usa un parche en el ojo para sellar sus poderes. Ella sufre un caso de chuunibyou.
Charlotte Cordé (シャルロット・コルデー Sharurotto Korudē?)
Es la sirvienta de Rinna Kazamatsuri, una cercana asistente y su carta del triunfo.

### Imperio Vermillion
Sirius Vermillion
Es el padre de Stella Y emperador de Imperio Vermillion, es un hombre que se preocupa por su país y su gente. El esta en contra del compromiso de Ikki y Stella con lo cual puso a Ikki en el cartel de Se Busca para evitar que Stella no se vaya de su lado, se ha caracterizado por ser un padre sobreprotector y con una actitud muy inmadura.
Astrea Vermillion
Es la madre de Stella y emperatriz de Imperio Vermillion, a diferencia de Sirius apoya el compromiso de Ikki y Stella. Una mujer calmada y comprensiva con una sonrisa que Ikki la describe especial que ni Stella y Lunaeyes la pudieron heredar.
Lunaeyes Vermillion
Es la hermana mayor de Stella y la primera princesa también futura reina de Vermillion, ella sabía el plan de Sirius de separar Stella de Ikki estaba molesta y decepcionada de él por ser tan sobreprotector con Stella y por no aceptar su relación.
Daniel Dandalion
Es la mano derecha de Sirius y instructor de arte de la espada de Imperio Vermillion, él se enfrenta contra Ikki para evitar que llegue al palacio real. Su dispositivo es LionHeart que es una larga espada delgada con rostro de leon y su arte noble es Blood Circle  con objetivo es capturar a su enemigo dentro del círculo pero su principal ataque es el Allongez le bras.

### Otros Blazer
Edelweiss (エーデルワイス Ēderuwaisu?)
La más poderosa Blazer en el mundo. Edelweiss es apodada como alas gemelas, es una criminal cuya captura se ha abandonado debido a su inmensa fuerza. Hace su aparición en la sede de Akatsuki y se enfrenta contra ikki el cual gana su ataque de espada es muy silencioso pero quedó impresionada las habilidades de Ikki cuando repelo sus ataques.
Kuraudo Kurashiki (倉敷 蔵人 Kurashiki Kuraudo?)
Seiyū: Yoshimasa Hosoya
El as de la academia Tonrō. Un Blazer Rango C apodado Sword Eater (剣士殺し Sōdo Ītā?) debido a que ha derrotado a muchos espadachines. Después de renunciar en medio de su combate con Ikki, él le regresa la propiedad del dojo a la familia de Ayase.
Yudai Moroboshi (諸星 雄大 Moroboshi Yudai?)
El anterior ganador del Festival de Arte con la Espada de Siete Estrellas. Él pelea contra Ikki en la primera ronda del actual Festival de Arte con la Espada de Siete Estrellas, el y su familia tuvieron un accidente de tren donde el pierde sus piernas con lo cual lleva prótesis. Tiene una hermana la cual no habla después del accidente ya que siente que fue su culpa por lo que pasó a Yudai y se comunica por caligrafía en una libreta.

## Terminología
- Blazer (伐刀者 Bureizā?)

Los Blazers son humanos especiales nacidos con magia. Los Blazers son poco comunes, uno de cada mil personas, cada uno puede materializar su alma como un arma: un Dispositivo lo cual sirve como medio para un Blazer y así usar sus Artes Nobles. Los Blazers se clasifican en Rangos, siendo A el más alto y F el más bajo.
- Dispositivo (固有霊装 Debaisu?, Device) (Artefacto)

Los Dispositivos son armas usadas por los Blazers. Ellos son la materialización del alma de un Blazer para ser usada como un arma en batalla. Un Dispositivo puede tomar diferentes formas y habilidades dependiendo del Blazer.
- Arte Noble (伐刀絶技 Nōburu Ātsu?) (Noble Art)

Son la carta del triunfo de todo Blazer y el movimiento más fuerte de un Blazer. Es la manifestación de las habilidades de un Blazer y pueden variar en cada individuo. Los Blazers pueden tener más de un Arte Noble dependiendo de sus capacidades.
- Festival del Arte con la Espada de las Siete Estrellas (七星剣武祭 Shichisei Kenbusai?, Seven Stars Battle Festival)

Es un festival anual celebrado entre las siete academias de Blazers en Japón para determinar al aprendiz de caballero más fuerte. El ganador del festival será conocido como el Rey de la Espada de Siete Estrellas. Yudai Moroboshi ganó este festival los últimos dos años de manera consecutiva. Las escuelas participantes del festival son Hagun, Bukyoku, Bunkyoku, Kyomon, Rentei, Rokuson y Tonrou; más en el festival actual una octava escuela se unió a la competencia: la academia Akatsuki.

## Medios de comunicación

### Novela ligera
Rakudai Kishi no Cavalry es una serie de novelas ligeras escritas por Riku Misora e ilustradas por Won. El primer volumen fue publicado en julio de 2013 y 19 volúmenes han sido lanzados hasta el 15 de diciembre de 2023 por SB Creative GA Bunko imprint.

#### Lista de volúmenes
| Núm. | Capítulos | Fecha de publicación     | ISBN                   |
| ---- | --- | ------------------------ | ---------------------- |
| 1    | - Prólogo: Un Encuentro en la Mañana - Capítulo 1: Caballero Prodigio y Caballero Fallido - Capítulo 2: Visitante de aquel Anterior Hogar - Capítulo 3: Rebelión - Capítulo 4: Batalla de Debut - Epílogo: Promesa a la Luz de la Luna - Posfacio                                                                             | 16 de julio de 2013      | ISBN 978-4-7973-7468-1 |
| 2    | - Prólogo: Memorias de un Día distante - Capítulo 1: Discípulo - Capítulo 2: Crepúsculo del Desastre - Capítulo 3: Ayase Ayatsuji - Capítulo 4: Batalla Descisiva: Caballero Fallido vs Traga Espadas - Epílogo: Una Sonrisa Helada - Posfacio                                                                                | 16 de octubre de 2013    | ISBN 978-4-7973-7548-0 |
| 3    | - Prólogo: El Desafío de Shizuku - Capítulo 1: Lorelei vs Raikiri - Capítulo 2: Misterio en Okutama - Capítulo 3: Worst One Bajo Acecho - Capítulo 4: Un Corte - Epílogo: Another One, El Rey de las Espadas sin Corona - Posfacio                                                                                            | 15 de enero de 2014      | ISBN 978-4-7973-7641-8 |
| 4    | - Prólogo: Una Ciudad en el País de la Nieve - Capítulo 1: Campo de Entrenamiento - Capítulo 2: Maniobra Intrigante - Capítulo 3: Akatsuki en el Escenario - Capítulo 4: Batalla Decisiva Prematura - Epílogo: Arreglador - Posfacio                                                                                          | 14 de abril de 2014      | ISBN 978-4-7973-7720-0 |
| 5    | - Prólogo: Festival de Música - Capítulo 1: Las Casas de Poder Nacionales - Capítulo 2: La Estrella de Naniwa - Capítulo 3: El Festival de Arte con la Espada de Siete Estrellas Comienza - Capítulo 4: ¡Conclusión! Another One vs Rey de la Espada de Siete Estrellas - Intervalo: La Estrella toma el Escenario - Posfacio | 8 de agosto de 2014      | ISBN 978-4-7973-7792-7 |
| 6    | - Intervalo: Reflector - Capítulo 5: Cortando el Nudo Gordiano - Capítulo 6: Conclusión del Primer Combate - Capítulo 7: Festival de Arte con la Espada de Siete Estrellas Ronda 2, comienza - Intervalo - Posfacio | 13 de diciembre de 2014  | ISBN 978-4-7973-8031-6 |
| Cero | - Capítulo 1 Experiencia de Cultura Extranjera de una Princesa - Capítulo 2 Shinzuku y su Primera Bebida - Capítulo 3: ¡¿Batalla Decisiva?! Princesa Carmesí vs Lorelei - Capítulo 4: La Caballería de una Dama - Capítulo 5 La Noche sin Dormir de Stella - Capítulo 0 Caballero Fallido de la Caballería Episodio Zero      | 15 de marzo de 2015      | ISBN 978-4-7973-8290-7 |
| 7    | | 14 de mayo de 2015       | ISBN 978-4-7973-8352-2 |
| 8    | | 14 de octubre de 2015    | ISBN 978-4-7973-8470-3 |
| 9    | - Capítulo 14 : Mayor Espíritu de Lucha - Capítulo Final A : El Momento Prometido - Capítulo Final B : De pie Lado a Lado | 12 de diciembre de 2015  | ISBN 978-4-7973-8514-4 |
| 10   | - Prólogo : Araña De Naraku - Capítulo 1 : El Festival Ha Terminado - Capítulo 2 : Shinzuku y caballero de Túnica Blanca - Capítulo 3 : El Imperio Vermillion - Capítulo 4 : La Apertura De Una Tragedia | 15 de abril de 2016      | ISBN 978-4-7973-8731-5 |
| 11   | - Capítulo 5 : Worst One vs Crimson Wild Lion - Capítulo 6 : Noche de Matanza - Capítulo 7 : Visita a Kledelland - Capítulo 8 : El país Llamado Vermillion - Capítulo 9 : Guerra Urbana en Caldia | 14 de enero de 2017      | ISBN 978-4-7973-8943-2 |
| 12   | - Interludio : La Decisión de la primera Princesa - Capítulo 10 : Su Deber Como Familia Imperial - Capítulo 11 : Pico Blanco - capítulo 12 : Una Prueba de Frío Extremo - Capítulo 13 : Asesino del (Templo Shinryuu) - Capítulo 14 : La Espada de Vermillion                                                                 | 15 de abril de 2017      | ISBN 978-4-7973-9198-5 |
| 13   | - Interludio : Malas Noticias - Capítulo 15 : Batalla Bajo la Luz de la Luna - Capítulo 16 : El Estallido de la Guerra en la Capital Real - Capítulo 17 : La Asesina Descomunal ( Futen kyoushu) - Capítulo 18 : Tormenta y Embestida - Interludio : Bruja Llegando en el Último Momento                                      | 13 de octubre de 2017    | ISBN 978-4-7973-9317-0 |
| 14   | - Interludio: Lluvia Bajo La Lluvia - Capítulo 19 : Confrontación entre los (Desesperados) - Capítulo 20 : Recuerdos que no se Puede Olvidar - Capítulo 21 : Deseos Prohibidos | 12 de abril del 2018     | ISBN 978-4-7973-9586-0 |
| 15   | - Interludio : Palabras Finales - Capítulo 22 : Dios de las Espadas - Capítulo 23 : Lágrimas de un Cadáver - Capítulo 24 : El fin y las Conclusiones - Epílogo : La justicia Cae del Cielo | 15 de octubre del 2018   | ISBN 978-4-7973-9901-1 |
| 16   | - Epílogo II : Nostalgia - Prólogo: Fuego del abismo - Capítulo 1:El tiempo de los Rivales - Capítulo 2: Sword eater vs Namiwa no Hoshi - Capítulo 3: La gran llama | 15 de abril del 2019     | ISBN 978-4-8156-0244-4 |
| 17   | | 14 de noviembre del 2019 | ISBN 978-4-8156-0382-3 |
| 18   | | 12 de junio del 2020     | ISBN 978-4-8156-0643-5 |
| 19   | | 15 de diciembre del 2023 | ISBN 978-4-8156-2167-4 |

### Manga
Una adaptación de manga, ilustrada por Megumu Soramichi, inició su serialización el 3 de abril de 2014 en Monthly Shonen Gangan y finalizó en diciembre de 2017 con 45 capítulos cubriendo los primeros cuatro volúmenes de la novela ligera. Fue compilado en 10 volúmenes tankōbon.

#### Volúmenes Tankōbon
| Núm. | Capítulos | Adaptado de                                                                 | Fecha de publicación    | ISBN                   |
| ---- | --- | --------------------------------------------------------------------------- | ----------------------- | ---------------------- |
| 1    | - 1. La Caballero Prodigio y el Caballero Fallido - 2. La Razón para Pelear - 3. La Visitante del Pasado - 4. La Batalla de la Doncella  | Volumen 1 (del Prólogo al Capítulo 2)                                       | 12 de diciembre de 2014 | ISBN 978-4-7-5754493-2 |
| 2    | - 5. Nagi Arisuin - 6. Rebelión - 7. Batalla de Debut - 8. El Orgullo del Caballero                                                      | Volumen 1 (del Capítulo 3 al Capítulo 4)                                    | 13 de marzo de 2015     | ISBN 978-4-7-5754605-9 |
| 3    | - 9. Control Total - 10. Promesa a la Luz de la Luna - 11. Antes de la Tormenta - 12. Aprendiz - 13. Forma de Felicidad                  | Volumen 1 (del Capítulo 4 al epílogo) Volumen 2 (del Prólogo al Capítulo 1) | 13 de mayo de 2015      | ISBN 978-4-7-5754637-0 |
| 4    | - 14. Segundo Paso - 15. Crepúsculo del Desastre - 16. Padre e Hija                                                                      | Volumen 2 (del Capítulo 2 al Capítulo 3)                                    | 14 de octubre de 2015   | ISBN 978-4-7-5754755-1 |
| 5    | - 17. El Orgullo del Espadachin - 18. Caballero Fallido vs Traga Espadas - 19. El Antiguo Deseo de un Caballero - 20. Una Sonrisa Helada | Volumen 2 (del Capítulo 4 al epílogo)                                       | 11 de diciembre de 2015 | ISBN 978-4-7-5754824-4 |
| 6    | - 21. La Batalla de Shizuku - 22. Después de la Batalla - 23. Un Sentimiento Entre los Dos - 24. El Futuro de Ellos                      | Volumen 3 (del Prólogo al Capítulo 2)                                       | 13 de abril de 2016     | ISBN 978-4-7-5754944-9 |
| 7    | - 25. El Misterio de Okutama - 26. Mensajero del Otro Lado - 27. Worst One Bajo Acecho - 28. Padre e Hijo                                | Volumen 3 (del Capítulo 2 al Capítulo 3)                                    | 13 de octubre de 2016   | ISBN 978-4-7575-5091-9 |
| 8    | - 29. Duelo Arreglado - 30. Enfrentando la Oscuridad... - 31. Rey de las Espadas sin Corona - 32. Sentimientos Confiados                 | Volumen 3 (del Capítulo 3 al Epílogo)                                       | 12 de enero de 2017     | ISBN 978-4-7575-5216-6 |
| 9    | - 33. Campo de Entrenamiento - 34. Encuentro - 35. Amane Shinomiya - 36. Maniobra de la Trama - 37. Hermana Mayor y Hermana Menor        | Volumen 4 (del Prólogo al Capítulo 2)                                       | 13 de junio de 2017     | ISBN 978-4-7575-5340-8 |
| 10   | - 38. Estallido de la Guerra - 39. ¡Akatsuki se Apresura! - 40. Hermano Mayor y Hermanos - 41. Diferencia de Poder                       | Volumen 4 (del capítulo 3 al capítulo 4)                                    | 11 de octubre de 2017   | ISBN 978-4-7575-5496-2 |
| 11   | - 42. Sentimientos innegables - 43. Batalla frenética - 44. Lolerei - 45. El voto entre ellos - Omake. El viaje de relajación humeante   | Volumen 4 (del capítulo 4 al epílogo)                                       | 13 de abril de 2018     | ISBN 978-4-7575-5651-5 |

#### Capítulo no Compilado en un Tankōbon
- 19.5. Memorias del Verano

#### Antología
Rakudai Kishi no Eiyuutan Anthology feat. Stella (落第騎士の英雄譚アンソロジー feat.ステラ Rakudai Kishi no Eiyūtan Ansorojī feat. Sutera?), es un manga especial dibujado por el artista de las novelas ligeras Won. La historia es escrita por Riku Misora y muestra a Stella como el personaje principal.

### Anime
Una adaptación de anime producida por medio metro y nexus, fue emitida del 3 de octubre al 19 de diciembre de 2015, cubriendo los primeros tres volúmenes de la novela ligera. El opening es "Identity" (アイデンティティ?  lit. "Identidad") interpretado por Mikio Sakai usado del episodio dos al episodio once, también fue usado como ending en el primer episodio y como canción de inserto en el episodio doce, parte de la animación fue cambiando de acuerdo con el progreso de la historia; y el ending es "Haramitsu Renka" (波羅蜜恋華?) interpretado por ALI PROJECT usado del episodio dos al episodios once. La canción "Kakusei no Muishiki" (覚醒の無意識?  lit. "Despertar del Inconsciente") interpretada por Mikio Sakai fue usada en el episodio doce.
| Arco de la Batalla de Selección |                                                                                          |                         |
| 1 | «The Worst One: El Caballero Fallido I» «Rakudai kishi Wan» (落第騎士 I)                 | 3 de octubre de 2015    |
| Después de regresar de trotar, el aspirante a Caballero Mágico y estudiante de la Academia Hagun Ikki Kurogane conocido como "The Worst One" encuentra a una misteriosa chica semidesnuda en su habitación. Mientras es reprendido y obligado a disculparse por el director de la Academia Kurono Shinguuji, Ikki se entera de que la chica es Stella Vermillion "La Princesa Carmesi", una famosa Blazer de Rango-A que es la princesa del Imperio Vermillion y su nueva compañera de cuarto. Pero Stella establece reglas de habitación que Ikki no puede aceptar, Kurono los hace tener una pelea de simulación, el perdedor tendrá que obedecer incondicionalmente al ganador. Ikki está de acuerdo ... ¿Quién de los dos ganará?      |                                                                                          |                         |
| 2 | «The Worst One: El Caballero Fallido II» «Rakudai kishi Tsū» (落第騎士 II)               | 10 de octubre de 2015   |
| La hermana de Ikki, Shizuku también conocida como "Lorelei", se inscribe en la escuela y causa bastante conmoción al verlo. Con la llegada de Shizuku, Stella aprende más sobre la historia de Ikki. |                                                                                          |                         |
| 3 | «The Worst One: El Caballero Fallido III» «Rakudai kishi Surī» (落第騎士 III)            | 17 de octubre de 2015   |
| Shizuku invita a Ikki a ir de compras, pero se molesta cuando se entera de que Stella irá a ellos. Ikki conoce al compañero de cuarto de Shizuku, cuyo device ayuda al grupo, ya que se encuentran con algunos problemas serios! |                                                                                          |                         |
| 4 | «The Worst One: El Caballero Fallido IV» «Rakudai kishi Fō» (落第騎士 IV)                | 24 de octubre de 2015   |
| Durante la pelea de selección, Stella, Shizuku y Alice derrotan fácilmente a sus oponentes. Mientras tanto, Ikki comienza a estudiar el Noble Art de Kirihara, que lo hace invisible y hace difícil de detectar incluso usando sus otros sentidos. Ikki se reúne con Alice y le cuenta cierto incidente que tuvo: Kirihara durante el año escolar anterior, cuando la familia Kurogane todavía tenía influencia sobre los superiores de la Academia, Kirihara lo había estado acosando con su device e Ikki se negó a defenderse, creyendo que sería utilizado como excusa para expulsarlo. ¿Podrá Ikki vencer a Kirihara? |                                                                                          |                         |
| 5 | «La Experiencia de la Princesa» «Kōjo no taiken» (皇女の体験)                            | 31 de octubre de 2015   |
| Dos semanas después de su encuentro con Kirihara, Ikki ha progresado a través de los siguientes encuentros con facilidad, perdiendo rápidamente su apodo escolar de "The Worst One" y ganando el nuevo apodo de "Another One". Al Volverse popular entre los otros estudiantes, se ofrece como mentor para guiarlos en perfeccionar su fuerza usando lo que aprendió sobre la esgrimía. Sin embargo, Stella se frustra cuando Ikki no le presta suficiente atención durante el tiempo desde que se convirtieron en pareja. Ikki más tarde la lleva a Stella, Shizuku, Alice y sus seguidores a la piscina local para más entrenamiento. |                                                                                          |                         |
| 6 | «Sword Eater: El Asesino de Espadachines I» «Kenshi koroshi Wan» (剣士殺し I)            | 7 de noviembre de 2015  |
| Otro estudiante desea ser el alumno de Ikki, pero no sabe muy bien cómo pedirselo. A pesar de su incomodidad inicial, Ayatsuji demuestra ser muy trabajadora y talentosa con la espada. |                                                                                          |                         |
| 7 | «Sword Eater: El Asesino de Espadachines II» «Kenshi koroshi Tsū» (剣士殺し II)          | 14 de noviembre de 2015 |
| El inminente oponente de Ikki podría ser el más difícil hasta ahora. Tendrá que confiar en su habilidad y determinación para ayudar a un amigo a redescubrir su honor. |                                                                                          |                         |
| 8 | «Sword Eater: El Asesino de Espadachines III» «Kenshi koroshi Surī» (剣士殺し III)       | 21 de noviembre de 2015 |
| En un esfuerzo por ayudar a Ayase y a su padre, Ikki desafía a Kuraudo Kurashiki, un espadachín de la Academia Donro con el apodo de "Sword Eater". |                                                                                          |                         |
| 9 | «Las Vacaciones de la Princesa» «Kōjo no kyūjitsu» (皇女の休日)                          | 28 de noviembre de 2015 |
| El director envía a Ikki y Stella a un campo de entrenamiento. Stella inicialmente estaba emocionada, creyendo que iba a pasar tiempo a solas con Ikki, pero resulta que fueron enviados para ayudar al consejo estudiantil con la limpieza del campo de entrenamiento. Después de la limpieza, Stella insiste en subir las montañas para ver la cascada con Ikki, a pesar de tener fiebre. Atrapados en una tormenta repentina, se refugian en una cabaña abandonada y la ropa empapada de Stella conduce a una situación embarazosa. Más tarde, son atacados por un Blazer que controla a Golems, ¿Serán capaces de repeler el ataque y descubrir quien es el Blazer misterioso?                                                         |                                                                                          |                         |
| 10 | «Lorelei vs Raikiri» «Rōrerai vs Raikiri» (深海の魔女 vs 雷切)                           | 5 de diciembre de 2015  |
| El próximo oponente de Shizuku no es otro que el presidente del consejo estudiantil, Toka Todo también conocida como la "Raikiri". En el choque entre relámpagos y agua, ¿qué blazer emergerá como el vencedor? |                                                                                          |                         |
| 11 | «Another One: El Rey de las Espadas sin Corona I» «Mukan no kenshi Wan» (無冠の剣士 I)   | 12 de diciembre de 2015 |
| Un beso inocente entre Ikki y Stella provoca el inicio de un escándalo cuando un reportero logra tomarles una foto, e Ikki es arrestado por el comité de ética por cargos de comportamiento "indecente" con la Princesa Carmesí. |                                                                                          |                         |
| 12 | «Another One: El Rey de las Espadas sin Corona II» «Mukan no kenshi Tsū» (無冠の剣士 II) | 19 de diciembre de 2015 |
| La última batalla de Ikki es contra Toka Todo, será televisado a todo el mundo. Stella y Alice ganan sus últimos encuentros y sus lugares en el Festival del Arte con la Espada de las Siete Estrellas. A pesar de estar exhausto y herido de sus encuentros anteriores y malos tratos en prisión y atormentado por la duda de sí mismo, Ikki llega a la arena a tiempo, animado por todos en la Academia Hagun. Toka Todo, así como todos los demás, saben que la pelea está arreglada, pero aun así quiere poner a prueba la determinación de Ikki de luchar por los débiles. Al comenzar el encuentro, Ikki utiliza una nueva técnica llamada Ittou Rasetsu, ¿Podrá derrotar a la invencible Raikiri y demostrar su inocencia al mundo? |                                                                                          |                         |

### Volúmenes BD / DVD
| Núm. | Fecha de publicación    | Episodios | Número de Pieza | Número de Pieza |
| Núm. | Fecha de publicación    | Episodios | BD              | DVD             |
| ---- | ----------------------- | --------- | --------------- | --------------- |
| 1    | 25 de diciembre de 2015 | 1 - 2     | MFXN-0031       | MFBN-0025       |
| 2    | 27 de enero de 2016     | 3 - 4     | MFXN-0032       | MFBN-0026       |
| 3    | 24 de febrero de 2016   | 5 - 6     | MFXN-0033       | MFBN-0027       |
| 4    | 23 de marzo de 2016     | 7 - 8     | MFXN-0034       | MFBN-0028       |
| 5    | 27 de abril de 2016     | 9 - 10    | MFXN-0035       | MFBN-0029       |
| 6    | 25 de mayo de 2016      | 11 - 12   | MFXN-0036       | MFBN-0030       |